# Theatre of Tragedy
Theatre of Tragedy (в переводе с англ. — «Театр трагедии») — норвежская рок-группа. Наиболее известна своим вкладом в жанр готик-метала, однако в разные периоды играла и в жанрах от дум/дэт-метала до индастриала и EBM. Её основателем и основным композитором был вокалист Раймонд Рохони. Альбомы 1990-х годов с участием вокалистки Лив Кристин (она же — автор текстов) стали важным шагом в развитии готик-метала и ввели в моду дуэты «красавица и чудовище» (высокое сопрано и низкий гроулинг). После кратковременного ухода в индастриал и смены вокалистки, в середине 2000-х Theatre of Tragedy вернулись к привычному для них готик-металу с новой вокалисткой Нелл Сигланд, но в 2010 году распались окончательно.

## История группы

### С Лив Кристин: готический период
Группа была основана в 1993 году первоначально под названием Suffering Grief в составе вокалиста Раймонда Иштвана Рухуни (норв. Raymond Istvan Rohonyi), а также гитаристов Поля Бьостада (норв. Pål Bjåstad) и Томми Линдала (норв. Tommy Lindal). Затем к ним присоединились клавишник Лоренц Аспен (норв. Lorentz Aspen), барабанщик Хейн Фроде Хансен (норв. Hein Frode Hansen) и басист Эйрик Салтрё (норв. Eirik T. Saltrø). Поначалу команда не имела постоянного места для репетиций и исполняла преимущественно дэт-метал с классическим гроулингом, хотя уже тогда обозначилось атмосферное звучание. Последнему способствовало также использование текстов на ранненовоанглийском авторства Раймонда. Вскоре группа была переименована в Le Reine Noir, но спустя несколько недель, в апреле 1994 года, название было окончательно изменено на Theatre of Tragedy. Примерно в то же время в составе появилась вокалистка Лив Кристин Эспенес (норв. Liv Kristine Espenæs), привлечённая изначально для записи первой песни, Lament of the Perishing Roses.
В 1994 году коллектив выпустил свою первую низкокачественную демозапись, состоявшую из четырёх песен (стиль которых характеризовался как смесь готик-метала с дум/дэт-металом), и ей заинтересовался немецкий лейбл Massacre Records. Согласно договору с ним, музыканты записали свой первый альбом Theatre of Tragedy в студии Unisound, принадлежавшей Дану Сванё, который и стал его продюсером. По отзывам некоторых критиков, запись была не очень качественной, тем не менее отличалась мелодизмом и интересными гармониями. В жанровом плане это был типичный дум/дэт-метал, однако, помимо партий клавишных, пластинка была примечательна тем, что стала, вероятно, первым в истории металлическим альбомом, сочетавшим практически в равных пропорциях высокий женский голос и мужской гроулинг. Этот приём получил определение «Красавица и чудовище»; он уже использовался к тому моменту такими группами как Celtic Frost (To Mega Therion, 1985 год), Paradise Lost (Gothic, 1991 год), The Gathering (Always…, 1992 год), но именно у Theatre of Tragedy он получил активное развитие. Кроме того, тексты на ранненовоанглийском, каждый из которых назывался «пьесой» или «монологом», напоминали произведения шекспировской эпохи, и эта театральность стала отличительной особенностью группы.
В 1996 году  был записан второй альбом — Velvet Darkness They Fear, спродюсированный Питером Коулманом. В записи принимал участие струнный квартет под руководством Недельчо Бояджиева. Критики называли его логическим продолжением первого альбома, исполненным в том же ключе, однако записанным на порядок лучше, чуть более изобретательным в музыкальном плане, несколько более динамичным, а также немного более тяжёлым, нежели предыдущий, поскольку он содержит больше гитарного звучания и меньше мелодичного фортепьянного, но на нём так же присутствует гроулинг. На стадии завершения записи этого альбома у гитариста Томми Линдала случилось кровоизлияние в мозг. В последующем выступлении на фестивале Out of the Dark с Gorefest, Samael, Moonspell и Rotting Christ его временно заменял гитарист Матиас Рёдерер из Atrocity.
В это время наступил разлад в личных отношениях Лив и Раймонда из-за новых отношений Лив с Алексом Круллом, известным продюсером (Crematory, Heavenwood, Elis, Darkwell и др.), а также лидером Atrocity. Но Раймонд тогда не решился уволить её, поскольку она представляла собой лицо группы, именно с ней ассоциировались Theatre of Tragedy. Лив приглашали к сотрудничеству для записи альбомов (в разные годы) с Heavenwood, Silke Bischoff, Immortal Rites, Das Ich, Cradle of Filth и др., а вместе с Atrocity она записывает Werk 80. В 1998 году Лив выпустила также сольный альбом Deus ex Machina. В одной из композиций, «3 a.m.», с ней спел дуэтом Ник Холмс из Paradise Lost. При этом Лив всё ещё уделяла большинство своего времени Theatre of Tragedy. В 1997 году вышел мини-альбом A Rose for a Dead, в который были собраны треки, не вошедшие в Velvet Darkness They Fear, ремиксы, сделанные Бруно Краммом из Das Ich, английскую версию популярного хита «Der tanz der schatten» («As the Shadows Dance»), и кавер на песню «Decades» группы Joy Division, которая стала единственной композицией в репертуаре «Театра Трагедии», в которой отсутствовал женский вокал. После релиза оба гитариста покинули Theatre of Tragedy, их места заняли Frank Claussen и Томми Ользон.

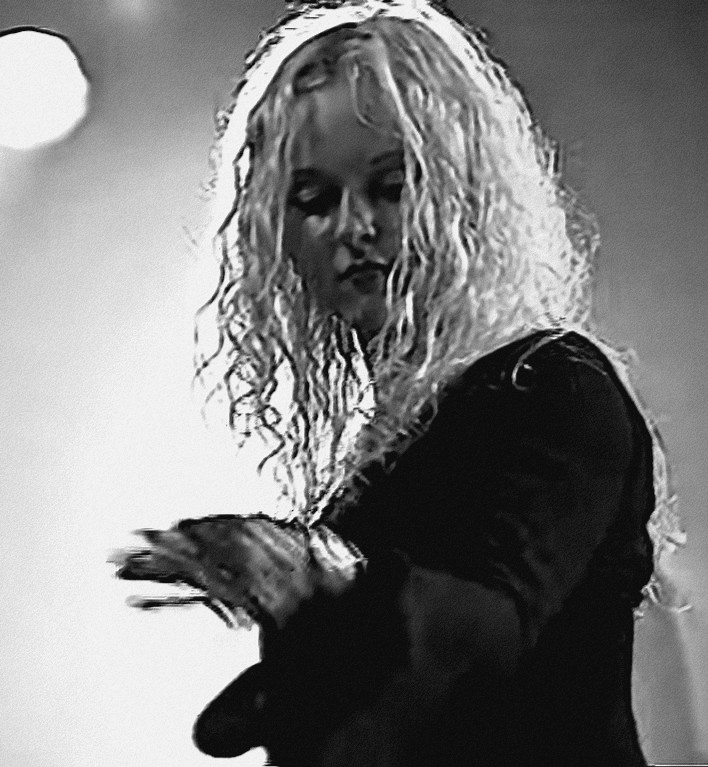
Лив Кристин в Theatre of Tragedy, 1998 год

В 1998 году вышел новый альбом — Aégis. Смена состава оказала значительное влияние на звучание, которое ушло от дум-метала к чистому, более мягкому готик-металу с чистым вокалом Раймонда. Изменился принцип построения песен: исчезла форма диалога, появились чётко выраженные припевы и куплеты во всех песнях. Согласно концепции Aegis, каждая композиция была посвящена известной мифической женщине. Лив и Раймонд попали тогда на обложки известных немецких журналов (Metal Merchant, Metal Hammer, Sonic Seducer).

### Период индастриала
В 1999 году обострились отношения с Massacre Records, Theatre of Tragedy создали совместно в рамках сотрудничества с ними сингл «Interspective» и концертный альбом Closure:live (выпущены позже, в 2001 году). Затем группа подписала договор с лейблами East West в Германии и с Nuclear Blast, который отвечал за выпуск альбомов во всех остальных странах. Примерно тогда же группу покинули басист Эрик Салтре и гитарист Томми Ользон.
В 2000 году увидел свет первый альбом на новом лейбле, Musique. Группа резко сменила стиль с готик-метала на индастриал: вокал Раймонда был искажён специальными эффектами, появились тексты про машины, радио и электричество, а трек «Space Age» был посвящён советским космонавтам. Лив Кристин снова занялась сольной работой, выпустила сингл «One Love» — балладу, ставшую заглавной темой одной из серий популярного немецкого криминального сериала.
Пятый альбом — Assembly (2002) — по стилистике продолжил тему предыдущего издания. Этот альбом был спродюсирован известным финским продюсером Hiili Hiilesmaa (HIM, Apocalyptica, Sentenced, The 69 Eyes и Moonspell). Тогда группа совсем не хотела возвращаться к готик-металу.
«Весь этот хеви-метал — сплошной имидж, — говорит клавишник Лорентц. — В этот раз мы хотели сделать песни, которые быстро и кратчайшим путём усваиваются».

### С Нелл Сигланд
В 2003 году Лив и Алекс вместе с Atrocity организовали группу Leaves' Eyes, и в конце года её официально уволили из Theatre of Tragedy по причине различия во мнениях относительно дальнейшего развития группы. Лив Кристин утверждает, что получила неожиданное извещение по e-mail. 5 лет певица жила отдельно от группы, редко общалась с группой, и следовательно не могла быть активным её участником. Так или иначе, было принято решение начать поиски новой вокалистки. В следующем году к группе присоединилась Nell Sigland (экс-The Crest), а зимой 2004—2005 состоялся небольшой тур вместе с Pain, Sirenia и Tiamat.
Кризис миновал, и 24 марта 2006 года вышел новый альбом Theatre of Tragedy, Storm, менее насыщенный электроникой, чем два предыдущих, более подходящий рамкам традиционного готик-метала. Storm содержал в себе в основном спокойные композиции, много внимания уделено клавишным. Вокал Раймонда на нём представлял собой смесь шёпота и речитатива.
В сентябре 2009 вышел седьмой полноформатный альбом Forever is the World. Его обложка представляла собой коллаж из элементов оформления всех предыдущих студийных альбомов группы. Продюсировал пластинку вокалист Zeromancer Александер Моклебаст.
1 марта 2010 года музыканты сообщили, что Theatre of Tragedy прекратит своё существование 2 октября 2010 ровно через 17 лет после основания. Последнее турне по Европе прошло в марте 2010 года. Последний концерт группа отыграла 2 октября в родном Ставангере, запись которого вышла на DVD в 2011 году, и в этот день группа перестала существовать.
Спустя пять лет, в декабре 2015, Раймонд по приглашению Лив сопровождал её в зимнем туре по России и Европе. В сет-листе тура присутствовали хиты Theatre of Tragedy и современное творчество Лив Кристин.

## Участники
- Раймонд Иштван Рохони — вокал, программирование
- Лив Кристин — вокал (1994—2003)
- Нелл Сигланд — вокал
- Франк Клауссен — гитара, бас-гитара
- Вегард Торсен — гитара
- Лоренц Аспен — клавишные
- Хайн Фроде Хансен — ударные
- Томми Линдаль — гитара
- Томми Олльсон — гитара
- Поль Бьястад — гитара
- Гир Фликкейд — гитара
- Эйрик Сальтрё — бас-гитара

## Дискография

### Альбомы
- Theatre of Tragedy (1995)
- Velvet Darkness They Fear (1996)
- Aégis (1998)
- Musique[англ.] (2000)
- Closure:live[англ.] (2001)
- Assembly (2002)
- Storm (2006)
- Forever Is the World (2009)

### Демо, синглы и мини-альбомы
| Название                | Тип альбома | Год выпуска |
| ----------------------- | ----------- | ----------- |
| Theatre of Tragedy      | Демо        | 1994        |
| «Der Tanz Der Schatten» | Сингл       | 1996        |
| «A Rose for the Dead»   | EP          | 1997        |
| «Cassandra»             | Сингл       | 1998        |
| «Virago»                | EP          | 1999        |
| «Image»                 | Сингл       | 2000        |
| «Machine»               | Сингл       | 2001        |
| «Inperspective»         | EP          | 2001        |
| «Let You Down»          | Сингл       | 2002        |
| «Envision»              | Сингл       | 2002        |
| «Storm»                 | Сингл       | 2006        |
| «Deadland»              | Сингл       | 2009        |
| «Addenda»               | EP          | 2010        |